# Gaga (Farn)
Gaga ist eine Gattung der Farne in der Familie Pteridaceae, benannt nach der amerikanischen Sängerin und Songwriterin Lady Gaga (Stefani Joanne Angelina Germanotta).
Das Taxon wurde bis 2012 als Cheilanthes marginata-Artengruppe innerhalb einer weit gefassten Gattung Cheilanthes klassifiziert. Sie wurde zur eigenständigen Gattung hochgestuft, da aufgrund genetischer Untersuchungen klar geworden ist, dass Cheilanthes in dieser Form nicht monophyletisch ist.

## Beschreibung
Gaga-Arten bilden krautige Blattwedel, die einzeln oder in kleinen Gruppen aus einem kurzen und kompakten, ausdauernden, horizontal kriechendem bis aufsteigendem Rhizom entspringen. Das Rhizom ist bedeckt von lanzettlichen bis nadeligen Schuppenblättern, diese sind meist dunkelbraun bis schwarz gefärbt und meist glänzend, einfarbig oder zweifarbig mit dunklem Mittelstreifen und helleren Seiten. Der Blattstiel (Petiolus) ist kastanienbraun bis dunkelbraun, in der Regel glatt (bei Gaga kaulfussii drüsenhaarig), gelegentlich an der Basis schuppenhaarig. Die Hauptachse (Rhachis) des gefiederten Blatts ist auf der Oberseite längsgefurcht. Die Blattspreiche ist zwei- bis vierfach gefiedert, im Umriss dreieckig-eiförmig bis fünfeckig, das unterste Blättchenpaar in der Regel markant größer als die folgenden. Die Fiederblättchen sind vielgestaltig, von eiförmig über lanzettlich bis lineal, die Blattadern endend in Drüsen (Hydathoden). Die Sori auf der Unterseite der Blätter sitzen nahe des Spreitenrands, gehäuft nahe der Spitzen der Blattadern. Sie sind eingehüllt von einem schleierförmig umgeschlagenem Rand, der nicht einem echten Indusium entspricht und deshalb Pseudindusium genannt wird. Das Pseudindusium kann glatt oder behaart sein.
Die Gattung unterscheidet sich morphologisch von ihrer Schwestergattung Aspidotis durch die abgerundeten bis etwas zugespitzten, aber nie stachelspitzigen Spreitenabschnitte und deren (nur mikroskopisch erkennbaren) blasenförmig aufgetriebenen Rand. Von Cheilanthes sensu stricto unterscheiden das markant ausgebildete Pseudindusium. Außerdem enthält ein einzelnes Sporangium bei Gaga 32 große oder 64 kleine Sporen, bei Cheilanthes sind es 32 kleine oder 16 große Sporen.

## Evolution und Fortpflanzung
Die morphologisch unterscheidbaren Arten der Gattung bilden teilweise normale, diploide Sporophyten, die auf normale geschlechtliche Fortpflanzung zurückgehen. Sie bilden dann Sporangien mit 64 kleinen Sporen. Etwa 20 Arten der Gattung bilden ausschließlich 32 größere Sporen pro Sporangium, bei denen man annimmt, dass es nicht zu einer Reduktionsteilung kommt. Die entsprechenden Arten vermehren sich also asexuell apomiktisch. Man nimmt an, dass es triploide Arten sind, die durch Hybridisierung aus der Kreuzung zweier verschiedener Elternarten hervorgegangen sind. Bei zwei Arten kommen beide Sporangien nebeneinander vor, bei einer Gaga harrisii nehmen die Forscher tetraploide Zellen und sexuelle Fortpflanzung an.
Nach dem Sequenzvergleich verschiedener Markergene, also genetischen Daten, ergeben sich in der Gattung Gaga vier Artengruppen. In zwei davon, der marginata- und der angustifolia-Artengruppe, ist es wiederholt zu Hybridisierungen mit der Entstehung apomiktischer Arten gekommen. Dabei werden, wie typisch für die Farngruppe, die Plastiden mit der eigenständigen Plastiden-DNA immer mütterlich vererbt, sind dann also zwischen verschiedenen Arten identisch. Während einige Arten in den Kerngenen verschiedene Elternarten erkennen lassen, sind bei anderen keine verschiedenen Genome zu differenzieren. Diese gehen möglicherweise auf Autopolyploidie zurück.
Es wird angenommen, dass innerhalb der Gattung weitere, bisher nicht unterschiedene Arten existieren, darunter sowohl diploide wie auch polyploide apomiktische Arten. Diese sind ggf. morphologisch aber nur schwer zu erkennen.

## Verbreitung
Die Arten kommen im Südwesten der Vereinigten Staaten (Arizona und Texas) über Mittelamerika bis in das südliche Bolivien vor. Die größte Vielfalt besteht in Mexiko, wo 17 der 19 Arten vorkommen und 6 endemisch sind.

## Arten
Ab Januar 2020 wurden in der Checkliste der Farne und Lykophyten der Welt folgende Arten anerkannt:
- Gaga angustifolia ( Kunth ) Fay W. Li & Windham
- Gaga apiacea ( Mickel ) Fay W. Li & Windham
- Gaga arizonica ( Maxon ) Fay W. Li & Windham
- Gaga chaerophylla ( M.Martens & Galeotti ) Fay W.Li & Windham
- Gaga complanata ( A.R. Sm. ) Fay W. Li & Windham
- Gaga cuneata ( Link ) Fay W. Li & Windham
- Gaga decomposita (M. Martens & Galeotti) Fay W. Li & Windham
- Gaga decurrens (Mickel) Fay W. Li & Windham
- Gaga germanotta Fay W. Li & Windham
- Gaga harrisii (Maxon) Fay W. Li & Windham
- Gaga hintoniorum ( Mendenh. & G.L. Nesom ) Fay W. Li & Windham
- Gaga hirsuta (Link) Fay W. Li & Windham
- Gaga kaulfussii ( Kunze ) Fay W. Li & Windham
- Gaga marginata (Kunth) Fay W. Li & Windham
- Gaga membranacea ( Davenp. ) Fay W. Li & Windham
- Gaga monstraparva Fay W. Li & Windham
- Gaga pellaeopsis (Mickel) Fay W. Li & Windham
- Gaga purpusii ( T. Reeves ) Fay W. Li & Windham

## Hintergrund zur Benennung und popkulturelle Rezeption
Die Erstbeschreiber der Gattung geben in der Arbeit an, den Namen gewählt zu haben, um die Relevanz der, öffentlich geförderten, botanischen Forschung für die breite Öffentlichkeit zu erhöhen, da diese letztlich die Mittel dafür bereitstelle. Außerdem stellten sie fest, dass für die Arten der Gattung im mit untersuchten Plastidengen Maturase K (matK) die Basensequenz "G-A-G-A" (Guanin, Adenin, Guanin, Adenin) charakteristisch sei, während Arten von Aspidotis hier G-A-G-C aufwiesen.
Laut Kathleen Pryer, Präsidentin der American Fern Society, der American Society of Plant Taxonomists und Studienleiterin der Forschungsgruppe, hören sie oft [Gagas] Musik, während sie ihre Forschungen durchführen. Sie kommentierte die Benennung mit „Wir denken, dass Lady Gagas zweites Album Born This Way sehr ermutigend ist, insbesondere für benachteiligte Menschen und Gruppen, wie Lesben, Schwule, Bisexuelle und Trans, für ehtnische Gruppen, Frauen – und für Wissenschaftler, die nach seltsamen Farnen forschen.“ Außerdem haben die Farne „eine fließende Definition von Geschlecht“, denn ihre Sporen können sich in männlichen, weiblichen und bisexuellen Pflanzen entwickeln.
Die zweite Inspiration kam von Gagas Auftritt von Poker Face bei den 52. jährlichen Grammy Awards 2010. Während des Singens hatte sie ein Armani Prive-Kostüm getragen, das wie ein Herz geformt war. Es wurde von riesigen Schulterpolstern begleitet, die ihm das Erscheinungsbild des bisexuellen Fortpflanzungsstadiums der Farne gaben, das als Gametophyt bezeichnet wird. Nebenbei hatte das Kleid auch die charakteristische Farbe hellgrün.
Die Benennung des Farns nach der Sängerin fand in der Wissenschaft und in den Medien breite Beachtung. Die Gelehrte und Professorin der Duke University, Cathy Davidson, die zuvor mit der Gründung von Gagas Born This Way Foundation in Verbindung gebracht worden war, sagte, es sei eine „bemerkenswerte, unerwartete, perfekte Hommage, eine Gattung von Farnen für Lady Gaga zu benennen“.
Colin Schultz von Smithsonian äußerte die Ansicht, dass Wissenschaftler, da sie auch normale Menschen mit Interessen, Hobbys und musikalischen Neigungen sind, „manchmal, wenn eine neue Pflanzen- oder Tierart entdeckt wird, nach etwas Coolem benannt wird“. Gaga selbst reagierte positiv auf die Namensgebung und sagte: „Da es sich um einen asexuellen Farn handelt, sind 19 Arten in der Gattung enthalten. Alle geschlechtslos, ohne Richter. Wie ich sein möchte.“
Popkulturelle Bezüge in der wissenschaftlichen Benennung von Tieren oder Pflanzen sind durchaus nicht selten, sie sind durch die Freiheit der Namensvergabe der Erstbeschreiber gedeckt. Nach Lady Gaga wurden von anderen Wissenschaftlern außerdem unter anderem eine Art der Brackwespen, eine Buckelzikade und eine fossile, ausgestorbene Säugetierart benannt.